# دنیل جکسن
دنیل جکسن (متولد ۸ ژوئیهٔ ۱۹۶۵) شخصیتی خیالی در فیلم علمی-تخیلی دروازهٔ ستارگان و به تبع آن مجموعهٔ تلویزیونی دروازهٔ ستارگان اس‌جی-۱ است. بازیگر این نقش در فیلم دروازهٔ ستارگان جیمز اسْپیْدر بود و در مجموعهٔ تلویزیونی مایکل شنکس است. شنکس همچنین در نقش دنیل جکسن در نخستین قسمت دروازهٔ ستارگان آتلانتیس ظاهر شد. جکسن دارندهٔ دکتری در باستان‌شناسی، مردم‌شناسی و فیلولوژی است.
دنیل جکسن یتیمی بی برادر یا خواهر است. تنها خویشاوند وی که در قید حیات است پدربزرگ مادری‌اش، نیک بالارد، است که همینک در سیاره‌ای با سکنهٔ غول‌پیکر زندگی می‌کند («جمجمهٔ بلورین»). والدین دنیل، ملبورن و کلِر جکسن هر دو باستان‌شناس بودند و هنگام نظارت بر جای‌گذاری قطعهٔ هنری مصری‌ای در موزهٔ هنر متروپولتن در نیویورک طی سانحه‌ای له شدند («بازیبان»). این امر باعث ماتم زیادی در طول زندگی دنیل شده‌است.
دنیل باستان‌شناس و زبان‌شناسیاست که به بیش از بیست و سه زبان (۱۹۶۹) سخن می‌گوید. زبان‌هایی که تا کنون در تلویزیون/سینما دیده شده‌است که دنیل به آنها سخن گوید از این قرارند: زبان مادری‌اش انگلیسی، مصری باستان، روسی، چینی ماندارین، آلمانی و همچنین گؤائولد، باستانی و اوناس (که خودش رمزگشایی کرد). در فیلم دروازه ستارگان وی با استفاده از دانش مصر باستانش و تفسیر سنگ‌لوحه‌های یافت‌شدهٔ همراه دستگاهی به نام اختردروازه آن را به کار می‌اندازد. در مأموریت ابتدایی سفر به ابیدس از طریق اختردروازه، دنیل زنی بومی به نام شائوری را (در مجموعهٔ تلویزیونی دروازه ستارگان اس‌جی-۱ شاره) ملاقات می‌کند و دلباختهٔ وی می‌شود.
آن دو از روی مفاهمهٔ نادرست به‌طور اتفاقی ازدواج می‌کنند، ولی بعد از پیروزی در نبرد آزادسازی ابیدس از یوغ ارباب سامانه راع دنیل تصمیم می‌گیرد که با بقیهٔ گروه به زمین بازنگردد. وی بالاخره خانواده پیدا کرده‌است و می‌خواهد در بقیهٔ زندگی خود راجع به فرهنگ و تاریخ ابیدس، با بینشی که پیرامون مصر مهیا می‌کند، بیاموزد.

## دروازهٔ ستارگان اس‌جی-۱
در مجموعهٔ تلویزیونی دروازهٔ ستارگان اس‌جی-۱، مسیر زندگی دنیل پس از ربوده شدن همسرش تغییر می‌کند. دنیل با هدف شخصی نجات همسرش به گروهی به نام اس‌جی-۱ می‌پیوندد، اما سر انجام شرایط تغییر می‌کند. همسرش می‌میرد اما دنیل همچنان عضو گروه می‌ماند. البته در این میان (چند سال پس از مرگ همسرش)، وقفه‌ای در همکاری دنیل به خاطر عروج دنیل رخ می‌دهد.
دنیل در طی ماجراهایش با اس‌جی-۱ دستگیر شده‌است، آلوده به ویروس‌های فرازمینی گشته‌است، ۱۲ خودآگاه بیگانه در مغزش وارد شده‌است، بارها مرده و به زندگی بازگشته‌است، چندین بار از ساکافاگوس اعتیادآور استفاده کرد و مصائب ترک آن را کشید و همچنین دو بار به یک سطح بالاتر وجود عروج کرده‌است. به علاوه مرض آپاندیس گرفته‌است و نیز یک بار ربوده شده‌است. 
آسگاردها هم از خدمات وی تقدیر کرده‌اند: سفینهٔ ثُر فرماندهٔ ارشد ناوگان آسگارد به افتخار او دنیل جکسن نام گرفت.
از قسمت «خیال واهی» چنین بر می‌آید که دنیل دکترای خود را در دانشگاه شیکاگو گرفته‌است.
مطالب مختص هر فصل در زیر می‌آید:

### فصل ۱
یک سال پس از مأموریت نخستین در ابیدوس شاره به دست آپافیس ربوده شده و تبدیل به میزبانی برای همزی گؤائولد آمونت، همسر آپافیس، می‌شود. دنیل به زمین بازمی‌گردد و به اس‌جی-۱ ملحق می‌شود با این امید که مأموریت‌های بین‌سیاره‌ای‌اش به یافتن همسر عزیزش مدد رسانند.
در طی این مأموریت‌ها دنیل در سمت مترجم، هنگام صحبت با مردمان بیگانه، ایفای وظیفه می‌کند. او زبان‌ها را به‌سرعت فرا می‌گیرد و دانش فراوانی دربارهٔ فرهنگهای باستانی دارد. دنیل که با گروهی از افسران ارتش احاطه شده‌است، معمولاً پرچمدار و دعوت‌کننده به فهم و قبول فرهنگ‌های متفاوت است. وی فردی خوشبین است و به کمک به مردمان حتی هنگامی که جان خودش را به خطر می‌اندازد اعتقاد دارد مثل هنگامی که به تلان‌ها اجازه داد که زمین را ترک کنند با اینکه می‌دانست به خاطر این کار از سوی ان‌آی‌دی به دردسری بزرگ خواهد افتاد. («چیستان»).
در طی یکی از مأموریت‌های اولیه دنیل به دست بیگانه‌ای به نام نِم ربوده شد. نم خواستار دانش دنیل بود تا بداند که چه بر سر زوجش که قرن‌ها قبل به زمین سر زده‌است و شاید برانگیزندهٔ شورش اولیه علیه گؤائولدان بوده باشد، آمده‌است. در طول این مدت نم خاطره‌هایی دروغین در ذهن سایر اعضای گروه اس‌چی-۱ کارگذاشته بود که باعث می‌شد ایشان پندارند که دنیل مرده‌است و این پندار انیل را علی‌الخصوص سخت ناراحت کرده بود تا حدی که به بازنشستگی هم فکر کرد. خوشبختانه دنیل آن اطلاعاتی را که نم به دنبالش بود به یاد آورد و از این رو اجازهٔ بازگشت یافت گرچه سایر اعضای اس‌جی-۱ تا آن هنگام خود موفق شده بودند بر شستشوی مغزی نم فائق آیند. («آتش و آب»)
برخورد با ملکهٔ گؤائولد، هاثر به‌طور خاص بر دنیل سخت تمام شد. هاثر که به دنبال خلق گونهٔ جدیدی از گؤائولدان بود و به دنیل هم دلبستگی یافته بود با استفاده از فرمون‌هایش دنیل را اغوا کرد تا با کمک دی‌ان‌آی وی گونهٔ جدید گؤائولد را خلق کند. خوشبختانه با اینکه فرمون‌های وی بر همهٔ مردان پایگاه یکسان کارگر می‌بود، زنان پایگاه و تیلک مصون ماندند و سرانجام هاثر باز رانده شد. («هاثر (دروازه ستارگان اس‌جی-۱)»)
دنیل همچنین نقشی حیاتی در خنثی‌کردن تهاجم گؤائولد بر زمین داشت.